# سبنسر بلوخ
سبنسر بلوخ (بالإنجليزية: Spencer Bloch)‏ هو رياضياتي أمريكي، ولد في 22 مايو 1944 في نيويورك في الولايات المتحدة.

## وصلات خارجية
- الموقع الرسمي